# Cogeas Mettler Pro Cycling Team/Saison 2021
Dieser Artikel beschreibt die Mannschaft und die Siege des Radsportteams Cogeas Mettler Pro Cycling Team in der Saison 2021.

## Mannschaft
| Teamkader 2021                       | Teamkader 2021     | Teamkader 2021     | Teamkader 2021                                    |
| Name                                 | Geburtsdatum       | Land               | Vorheriges Team                                   |
| ------------------------------------ | ------------------ | ------------------ | ------------------------------------------------- |
| Victoire Barbe                       | 26. April 1999     | Frankreich         | Bio Frais (2017)                                  |
| Hannah Buch                          | 11. September 2002 | Deutschland        |                                                   |
| Tamara Dronowa                       | 13. August 1993    | Russland           |                                                   |
| Kseniia Duiunova                     | 8. Januar 1997     | Russland           |                                                   |
| Iuliia Galimullina (1. Jan.–31. Mai) | 20. September 2001 | Russland           |                                                   |
| Aigul Gareeva                        | 22. August 2001    | Russland           |                                                   |
| Gulnaz Khatuntseva                   | 21. April 1994     | Russland           |                                                   |
| Diana Klimowa                        | 8. Oktober 1996    | Russland           | Marathon-Tula (2019)                              |
| Veronika Kormos (31. Mai–31. Dez.)   | 17. August 1992    | Ungarn             | DN 17 Nouvelle-Aquitaine (2018)                   |
| Thalea Mäder                         | 28. Januar 2002    | Deutschland        |                                                   |
| Amber Neben                          | 18. Februar 1975   | Vereinigte Staaten | Virtu Cycling Women (2017)                        |
| Sari Saarelainen                     | 1. März 1981       | Finnland           | Maaslandster International Women's Cycling (2018) |
| Petra Stiasny (15. Mär.–31. Dez.)    | 10. September 2001 | Schweiz            |                                                   |
| Marina Uvarova                       | 9. November 2000   | Russland           |                                                   |
| Olga Sabelinskaja                    | 10. Mai 1980       | Usbekistan         | BePink Cogeas (2017)                              |
|                                      |                    |                    |                                                   |
| Quelle: ProCyclingStats              |                    |                    |                                                   |

## Siege
| Siege    | Siege                                                  | Siege    | Siege  | Siege             | Siege |
| Datum    | Rennen                                                 | Staat    | Klasse | Siegerin          |       |
| -------- | ------------------------------------------------------ | -------- | ------ | ----------------- | ----- |
| 16. Jun. | Russische Meisterschaften, Einzelzeitfahren der Frauen | Russland | CN     | Tamara Dronowa    |       |
| 3. Jul.  | Grand Prix Germenica                                   | Türkei   | 1.2    | Olga Sabelinskaja |       |
| 10. Jul. | Grand prix Erciyes                                     | Türkei   | 1.2    | Tamara Dronowa    |       |
| 11. Jul. | Grand Prix Kayseri WE                                  | Türkei   | 1.2    | Olga Sabelinskaja |       |